# 李福 (赵王)
李福（634年—670年9月13日），字祐，中国唐朝唐太宗李世民第十一子，为李世民与楊妃所生。
639年，封趙王，过继给伯父隐太子李建成为後。644年，授秦州都督，实封八百户。649年，加右衛大将軍，累授梁州都督。咸亨元年（670年）在梁州官邸病故，享年37岁，朝廷赠予司空、使持節、大都督、荆硤岳朗四州諸軍事、荆州刺史，陪葬昭陵。
其妻宇文修多羅，字普明，宇文士及之女，660年5月3日去世。李福四子赠建平王李胤（死于李福生前）、嗣赵王李穆、信都郡公李泽、邯郸公李恭，后皆无嗣。神龍初年，唐中宗以蒋王李惲之孫李思順过继到李穆一系，为趙王之嗣。

## 传记资料
- 《旧唐書》卷七十六·列传第二十六·趙王福传
- 《新唐書》卷八十·列传第五·趙王福传
- 大唐故贈司空荆州大都督上柱国趙王墓志銘
- 大唐趙王故妃宇文氏墓志銘

## 延伸阅读
[在维基数据编辑]
 《舊唐書·卷76》，出自刘昫《舊唐書》
 《新唐書·卷080》，出自《新唐書》